# Deon Minor
Deon Minor (né le 22 janvier 1973) est un athlète américain spécialiste du 400 mètres.

## Carrière
Il se distingue durant la saison 1991 en remportant le 400 m des Jeux panaméricains juniors de Kingston, en Jamaïque. L'année suivante, à Séoul, l'Américain s'adjuge le titre des Championnats du monde juniors, devançant avec le temps de 45 s 75 le Suédois Rikard Rasmusson. Il remporte deux titres individuels aux Championnats NCAA de 1992 et 1995 pour le compte des Baylor Bears.
En 1997, Deon Minor remporte la médaille d'or du relais 4 × 400 mètres lors des Championnats du monde en salle se déroulant au Palais omnisports de Paris-Bercy. L'équipe américaine, composée par ailleurs de Jason Rouser, Mark Everett et Sean Maye, s'impose en 3 min 04 s 93 devant la Jamaïque et la France. Il conserve son titre lors de l'édition 2009 de Maebashi en compagnie de Dameon Johnson, Andre Morris et Milton Campbell. L'équipe des États-Unis établit à cette occasion un nouveau record du monde de la discipline avec le temps de 3 min 02 s 83.
Deon Minor est l'agent du sprinter Jeremy Wariner.

## Records personnels
- 400 m : 45 s 87 (2000)
- 400 m (salle) : 46 s 39 (1999)

## Palmarès
| Année | Compétition                    | Lieu     | Place | Épreuve   |
| ----- | ------------------------------ | -------- | ----- | --------- |
| 1992  | Championnats du monde juniors  | Séoul    | 1er   | 400 m     |
| 1997  | Championnats du monde en salle | Paris    | 1er   | 4 × 400 m |
| 1999  | Championnats du monde en salle | Maebashi | 1er   | 4 × 400 m |
| 1999  | Jeux panaméricains             | Winnipeg | 3e    | 4 × 400 m |